# Радиохемијска лабораторија
Радиохемијска лабораторија је лабораторија у којој се истражује и експериментише радиоактивним хемикалијама. Лабораторија се пројектује тако да буде безбједна за раднике који у њој раде, али и за непосредно окружење у којем се налази. Типови постројења која се у њој налазе, зависе од типа радиоактивних зрачења која треба манипулисати и контролисати, количине хемикалија, као и природе њиховог физичког стања (чврстог, течног, гасовитог или прашкастог).